# Сержант милиции
Сержант милиции — специальное звание младшего начальствующего состава милиции НКВД и МВД СССР в 1936—1943 годах. По рангу равнялось сержанту государственной безопасности в НКВД, лейтенанту в РККА и РККФ. Данное специальное звание по рангу находится ниже младшего лейтенанта милиции и выше старшины (помкомвзвода).

## История звания
Звание сержанта милиции было введено Постановлением ЦИК СССР и СНК СССР от 26 апреля 1936 года объявленным приказом НКВД № 157 от 5 мая 1936 года для личного состава органов рабоче-крестьянской милиции НКВД СССР.
Данная система просуществовала до 9 февраля 1943 года, когда Указом Президиума Верховного Совета СССР «О званиях начальствующего состава органов НКВД и милиции» были введены новые специальные звания, сходные с общевойсковыми.
| младшее звание: Младший сержант милиции | Сержант милиции | старшее звание: Старший сержант милиции |